# Neope tamur
Neope tamur är en fjärilsart som beskrevs av Fujioka 1970. Neope tamur ingår i släktet Neope och familjen praktfjärilar. Inga underarter finns listade i Catalogue of Life.